# Grand Prix Abú Zabí 2023
Grand Prix Abú Zabí 2023 (oficiálně Formula 1 Etihad Airways Abu Dhabi Grand Prix 2023) se jela na okruhu Yas Marina v emirátu Abú Zabí ve Spojených arabských emirátech dne 26. listopadu 2023. Závod byl dvacátým druhým a zároveň posledním v pořadí v sezóně 2023 šampionátu Formule 1.

## Kvalifikace
Kvalifikace se uskutečnila 25. listopadu 2023 v 18:00 místního času (UTC+4).
| Poř.                        | Č. | Jezdec           | Konstruktér                  | Časy v kvalifikaci | Časy v kvalifikaci | Časy v kvalifikaci | Pořadí na startu |
| Poř.                        | Č. | Jezdec           | Konstruktér                  | Q1                 | Q2                 | Q3                 | Pořadí na startu |
| --------------------------- | -- | ---------------- | ---------------------------- | ------------------ | ------------------ | ------------------ | ---------------- |
| 1                           | 1  | Max Verstappen   | Red Bull Racing-Honda RBPT   | 1:24.160           | 1:23.740           | 1:23.445           | 1                |
| 2                           | 16 | Charles Leclerc  | Ferrari                      | 1:24.459           | 1:23.969           | 1:23.584           | 2                |
| 3                           | 81 | Oscar Piastri    | McLaren-Mercedes             | 1:24.487           | 1:24.278           | 1:23.782           | 3                |
| 4                           | 63 | George Russell   | Mercedes                     | 1:24.337           | 1:24.013           | 1:23.788           | 4                |
| 5                           | 4  | Lando Norris     | McLaren-Mercedes             | 1:24.368           | 1:23.920           | 1:23.816           | 5                |
| 6                           | 22 | Júki Cunoda      | AlphaTauri-Honda RBPT        | 1:24.286           | 1:24.207           | 1:23.969           | 6                |
| 7                           | 14 | Fernando Alonso  | Aston Martin Aramco-Mercedes | 1:24.501           | 1:24.131           | 1:24.084           | 7                |
| 8                           | 27 | Nico Hülkenberg  | Haas-Ferrari                 | 1:24.425           | 1:24.213           | 1:24.108           | 8                |
| 9                           | 11 | Sergio Pérez     | Red Bull Racing-Honda RBPT   | 1:24.209           | 1:24.116           | 1:24.171           | 9                |
| 10                          | 10 | Pierre Gasly     | Alpine-Renault               | 1:24.600           | 1:24.078           | 1:24.548           | 10               |
| 11                          | 44 | Lewis Hamilton   | Mercedes                     | 1:24.437           | 1:24.359           |                    | 11               |
| 12                          | 31 | Esteban Ocon     | Alpine-Renault               | 1:24.565           | 1:24.391           |                    | 12               |
| 13                          | 18 | Lance Stroll     | Aston Martin Aramco-Mercedes | 1:24.405           | 1:24.422           |                    | 13               |
| 14                          | 23 | Alexander Albon  | Williams-Mercedes            | 1:24.298           | 1:24.439           |                    | 14               |
| 15                          | 3  | Daniel Ricciardo | AlphaTauri-Honda RBPT        | 1:24.461           | 1:24.442           |                    | 15               |
| 16                          | 55 | Carlos Sainz Jr. | Ferrari                      | 1:24.738           |                    |                    | 16               |
| 17                          | 20 | Kevin Magnussen  | Haas-Ferrari                 | 1:24.764           |                    |                    | 17               |
| 18                          | 77 | Valtteri Bottas  | Alfa Romeo-Ferrari           | 1:24.788           |                    |                    | 18               |
| 19                          | 24 | Čou Kuan-jü      | Alfa Romeo-Ferrari           | 1:25.159           |                    |                    | 19               |
| 107 % času vítěze: 1:30.051 |    |                  |                              |                    |                    |                    |                  |
| —                           | 2  | Logan Sargeant   | Williams-Mercedes            | Bez času           |                    |                    | 20               |
| Zdroj:                      |    |                  |                              |                    |                    |                    |                  |

Poznámky
1. ↑  Logan Sargeant v kvalifikaci nestanovil žádný čas. Start mu byl umožněn díky udělené výjimce.

## Závod
Závod se uskutečnil 26. listopadu 2023 v 17:00 místního času (UTC+4).
| Poř.                                                                                 | No. | Jezdec           | Konstruktér                  | Počet kol | Čas/Odstoupení | Start | Body |
| ------------------------------------------------------------------------------------ | --- | ---------------- | ---------------------------- | --------- | -------------- | ----- | ---- |
| 1                                                                                    | 1   | Max Verstappen   | Red Bull Racing-Honda RBPT   | 58        | 1:27:02.624    | 1     | 26   |
| 2                                                                                    | 16  | Charles Leclerc  | Ferrari                      | 58        | +17.993        | 2     | 18   |
| 3                                                                                    | 63  | George Russell   | Mercedes                     | 58        | +20.328        | 4     | 15   |
| 4                                                                                    | 11  | Sergio Pérez     | Red Bull Racing-Honda RBPT   | 58        | +21.453        | 9     | 12   |
| 5                                                                                    | 4   | Lando Norris     | McLaren-Mercedes             | 58        | +24.284        | 5     | 10   |
| 6                                                                                    | 81  | Oscar Piastri    | McLaren-Mercedes             | 58        | +31.487        | 3     | 8    |
| 7                                                                                    | 14  | Fernando Alonso  | Aston Martin Aramco-Mercedes | 58        | +39.512        | 7     | 6    |
| 8                                                                                    | 22  | Júki Cunoda      | AlphaTauri-Honda RBPT        | 58        | +43.088        | 6     | 4    |
| 9                                                                                    | 44  | Lewis Hamilton   | Mercedes                     | 58        | +44.424        | 11    | 2    |
| 10                                                                                   | 18  | Lance Stroll     | Aston Martin Aramco-Mercedes | 58        | +55.632        | 13    | 1    |
| 11                                                                                   | 3   | Daniel Ricciardo | AlphaTauri-Honda RBPT        | 58        | +56.229        | 15    |      |
| 12                                                                                   | 31  | Esteban Ocon     | Alpine-Renault               | 58        | +1:06.373      | 12    |      |
| 13                                                                                   | 10  | Pierre Gasly     | Alpine-Renault               | 58        | +1:10.370      | 10    |      |
| 14                                                                                   | 23  | Alexander Albon  | Williams-Mercedes            | 58        | +1:13.184      | 14    |      |
| 15                                                                                   | 27  | Nico Hülkenberg  | Haas-Ferrari                 | 58        | +1:23.696      | 8     |      |
| 16                                                                                   | 2   | Logan Sargeant   | Williams-Mercedes            | 58        | +1:27.791      | 20    |      |
| 17                                                                                   | 24  | Čou Kuan-jü      | Alfa Romeo-Ferrari           | 58        | +1:29.422      | 19    |      |
| 18                                                                                   | 55  | Carlos Sainz Jr. | Ferrari                      | 57        | +1 kolo        | 16    |      |
| 19                                                                                   | 77  | Valtteri Bottas  | Alfa Romeo-Ferrari           | 57        | +1 kolo        | 18    |      |
| 20                                                                                   | 20  | Kevin Magnussen  | Haas-Ferrari                 | 57        | +1 kolo        | 17    |      |
| Nejrychlejší kolo: Max Verstappen (Red Bull Racing-Honda RBPT) – 1:26.993 (45. kolo) |     |                  |                              |           |                |       |      |
| Zdroj:                                                                               |     |                  |                              |           |                |       |      |

Poznámky
1. ↑  Včetně bodu za nejrychlejší kolo.
2. ↑  Sergio Pérez skončil 2., ale obdržel penalizaci 5 sekund za kolizi s Landem Norrisem.
3. ↑  Carlos Sainz Jr. byl klasifikován, jelikož dokončil více než 90 % délky závodu.

## Konečné pořadí po závodě
|        | Pořadí | Jezdec          | Body |
| ------ | ------ | --------------- | ---- |
|        | 1      | Max Verstappen* | 575  |
|        | 2      | Sergio Pérez    | 285  |
|        | 3      | Lewis Hamilton  | 234  |
| 1      | 4      | Fernando Alonso | 206  |
| 2      | 5      | Charles Leclerc | 206  |
| Zdroj: |        |                 |      |

|        | Pořadí | Konstruktér                  | Body |
| ------ | ------ | ---------------------------- | ---- |
|        | 1      | Red Bull Racing-Honda RBPT*  | 860  |
|        | 2      | Mercedes                     | 409  |
|        | 3      | Ferrari                      | 406  |
|        | 4      | McLaren-Mercedes             | 302  |
|        | 5      | Aston Martin Aramco-Mercedes | 280  |
| Zdroj: |        |                              |      |